# Pasadena, Kalifornija
Pasadena je grad u američkoj saveznoj državi Kaliforniji, dom mnogih vodećih znanstvenih i kulturnih institucija. Upravno pripada okrugu Los Angeles, čiji je 6. grad po brojnosti. Leži u dolini San Gabriel.
U gradu se nalazi višenamjenski stadion Rose Bowl, na kojem je odigrano finale Svjetskog prvenstva u nogometu 1994. Pasadena je poznata i kao dom mnogim zvijezdama iz svijeta šoubiznisa.

## Stanovništvo
Prema popisu stanovništva iz 2000. godine grad je imao 133.936 stanovnika, 51.844 domaćinstava i 29.862 obitelji. Prosječna gustoća naseljenosti je 2.238 stan./km².
Prema rasnoj podjeli u gradu živi najviše bijelaca, 53,36%, Afroamerikanaca ima 14,42%, Azijata 10%, Indijanaca 0,71%, stanovnika porijeklom s Pacifika 0,10%, ostalih rasa 16,01%, izjašnjenih kao dvije ili više rasa 5,39%. Od ukupnoga broja stanovnika njih 33,40% su Latinoamerikanci ili Hispanoamerikanci.

## Gradovi prijatelji
- Järvenpää, Finska
- Ludwigshafen am Rhein, Njemačka
- Mišima, Japan
- Vanadzor, Armenija
- Ćičeng, Peking, Kina
- Tanger, Maroko

## Poznate osobe
- Sophia Bush, glumica
- Ruben Douglas, panamski košarkaš
- Sally Field, glumica
- Victor Fleming, redatelj
- Eddie Van Halen, nizozemski gitarist

## Vanjske poveznice
- Službene stranice grada (engl.)

### Ostali projekti
|  | Zajednički poslužitelj ima još gradiva o temi Pasadena, Kalifornija |